# Gary Clark Jr. Live
Gary Clark Jr. Live è il primo album live del chitarrista e cantante americano Gary Clark Jr.
È stato pubblicato il 14 settembre 2014 dalla Warner Bros. e include 15 tracce, tra cui tre cover, la hit di Lowell Fulson Three O’Clock Blues e lo standard del Mississippi Delta Catﬁsh Blues e Third Stone from the Sun / If You Love Me Like You Say di Jimi Hendrix / Little Johnny Taylor.

## Tracce
Testi e musiche di Gary Clark Jr., eccetto dove indicato.
1. Catfish Blues – 8:00 (standard blues)
2. Next Door Neighbor Blues – 4:06
3. Travis County – 3:42
4. When My Train Pulls In – 7:10
5. Don't Owe You A Thang – 6:12
6. Three O'Clock Blues – 6:23 (Lowell Fulson)
7. Things Are Changin' – 6:09
8. Numb – 6:13
9. Ain’t Messin ’Round – 6:36
10. If Trouble Was Money – 6:40
11. Third Stone From The Sun / If You Love Me Like You Say – 10:27 (Jimi Hendrix, Little Johnny Taylor)
12. Please Come Home – 6:34
13. Blak And Blu – 4:03
14. Bright Lights – 8:27
15. When The Sun Goes Down – 5:44